# Rundeskatten
Rundeskatten är den värdefulla last som Holländska Ostindiska Kompaniets fraktfartyg Akerendam hade med sig på sin jungfruresa år 1725, då det kom ur kurs och förliste utanför Runde på Sunnmøre en stormig natt den 8 mars samma år.

## 1725 års fynd
Vraket hittades redan samma år som fartyget försvann. Efter både tvister och så länge myntkistorna höll ihop, kunde delar av lasten bärgas. Då vinterstormarna satte in, var man tvungen att avsluta arbetet. Påföljande år sökte man efter fler av skeppets kistor men utan resultat. Förlisningen föll raskt i glömska, men sägner om förlista skepp levde vidare i takt med att det ibland gjordes myntfynd.

## 1972 års fynd
Skattfyndet gjordes tursamt den 6 juli 1972 av de tre sportdykarna Bengt-Olof Gustafsson, Stefan Persson och Eystein Krohn-Dale. De tre sportdykarna fann närmare 57 000 mynt, av vilka 6624 var guldmynt, resten i silver. Året därefter blev fyndplatsen undersökt av Bergens Sjöfartsmuseum. Man hittade över 400 olika mynttyper, bland andra holländska dukater och dukatoner, skiljemynttyperna scelling och stuiver samt mexikanska realer. Ett femtontal typer var ditintills okända. Utöver mynt fann man ett antal kanoner, navigationsinstrument, delar av last och bruksföremål för besättningen och från kabyssen.
Skatten är ett av de största myntfynden i Europa, och upphittarna fick efter två års processande ut 75 procent, medan norska staten tog 15 procent och Nederländerna 10 procent. Värdet uppskattades då till ungefär mellan 30 och 40 miljoner norska kronor.

## Efterspel
1979 ropade mynthandlaren och numismatikern Jan Olav Aamlid in 6000 guld och silvermynt från Rundeskatten på en auktion i Zürich, där han betalade 882 000 Schweizerfranc. Då var köpet det största någonsin noterade från ett förlist skepp och den största summan som betalats för en enstaka utropspost med mynt.